# 키시 벨러

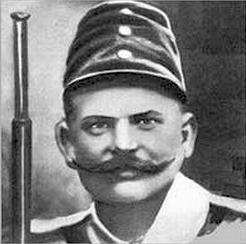
키시 벨러

키시 벨러(헝가리어: Kiss Béla, 1877년 ~ ?)는 헝가리의 연쇄 살인범이다.

## 같이 보기
- 바토리 에르제베트